# レンタルオフィス
レンタルオフィス（rental office）とは、業務に必要なイス・机・執務空間・情報機器等を備えたオフィスを、自前で賃貸借契約を結んでビルオーナーなどから事務所を借りるよりも低いイニシャルコストで借りる事ができる貸事務所の総称。提供サービス、課金方法等の違いでいろいろなタイプに分類できる。低いイニシャルコストで事務所を借りる事ができるため、起業オフィスとしての利用も多い。シェアードオフィスの一種。

## 歴史
1978年、オーストラリアの起業家アルフ・モーフォレッジが「複数のテナントが入居するサービス付きオフィス」というビジネスモデルを立ち上げ、サーブコープ（Servcorp）を設立した。サーブコープ（Servcorp）が導入した「サービス付き個室オフィス」という形式は、物理的な執務スペースに加え、共用の受付、電話対応、会議室などを備えた柔軟なオフィス形態であり、現代のレンタルオフィスの先駆的なモデルの一つとされている。また、1989年にはイギリスの起業家マーク・ディクソンが、ベルギーのブリュッセルにおいて「サービススタッフが常駐し、必要なときにいつでも使える環境が整備されたオフィススペースを、出張者をはじめ同様のニーズを持つ企業に提供する」というビジネスモデルを立案し、リージャスを開設した。
サーブコープ、リージャスなどによるレンタルオフィス事業は、その後世界各地へ拡がり、20世紀末には日本へも進出。現在も拡大を続けている。
日本においては、1970年代から、大阪、札幌、旭川、福岡など地方都市に貸しデスク、電話番号貸しというサービスが存在していた。2000年以降、日経新聞や各種メディアに「場所」「什器・設備機器」「人的サービス」をセットで提供するレンタルオフィス事業が取り上げられるようになり、日本に広められたものと考えられる。
続いて、1994年にサーブコープ（Servcorp）が東京に初の拠点を開設し、外資系企業や国内スタートアップを対象に、即日利用可能なオフィスソリューションを提供する体制を構築した。これは、日本国内でのレンタルオフィス市場の商業化における初期段階における重要な事例といえる。
サーブコープが日本へ進出後、1998年に日本リージャスが日本へ進出している。両社ともに進出時は、サービスオフィスという名称で事業を展開している。
当初、不特定多数のテナントが入居し、入れ替わりも激しいレンタルオフィスのビジネスモデルについて、日本のビルオーナーはあまり積極的ではなかったという。しかし、外資系企業やその後続々と参入してきた国内事業者によって運営されるレンタルオフィスが、一定の業績を収めていくに従い、ビルオーナーも徐々に受け入れに熱心になり、現在では大規模再開発ビルの多くが2～3フロア程度レンタルオフィスのスペースを設けるようになってきている。

## 種類

### 期間貸し
一番一般的なレンタルオフィスの形。
東京都内で100箇所以上ある。月極いくらという形で入居する形が一般的。借りるスペースの広さ、サービスグレードによって費用は千差万別。会社登記に住所を使う事もできるところもある。
机ひとつ貸す机貸し、部屋を貸す部屋貸し等スペースの提供の形も様々。貸し会議室を備えている事も多い。
いずれにしろ、入居にあたっては事務所開設にあたるので税務署に開業届を出さなくてはいけない事が多い。開業後では月額利用料を経費とすることができるが、"レンタルオフィスの月額利用料の勘定科目は、「賃借料」とすることが一般的"とされている。

### 時間貸し
一部大手事務機器メーカーやレンタルオフィスの一部が行うビジネスセンターに近いサービス。
普段使っているパソコンを持ち込んでの作業が出来る事が多い。モバイラー向き。タッチダウンオフィスとしてメールチェックやスケジュール調整、訪問先の地図確認等の作業にむいているが、会議室等の設備が充実しているので個人情報保護にうるさい昨今の風潮に配慮して大手企業が法人として契約してサテライトオフィスとして利用する等の形で使われる事も増えているようだ。

### バーチャルオフィス
住所・電話番号の貸与や私設私書箱、電話代行サービスを駆使して、まるでそこにオフィスがあるかのように対外的にPRできるサービス。東京都心部に顧客がいるにもかかわらず会社所在地が北海道や九州といった場合に顧客対応の迅速さをうたがわれることもあるが、こういったサービスでカバーしているデザイン事務所や中小規模ITベンダーも多い。事業所登録しないですむ事がほとんど。

### インキュベーションオフィス
起業や創業のために活動する入居者を支援する施設。インキュベーション (Incubation) とは卵を孵化させるといった意味がある。公的機関や大学などのほか、ベンチャーキャピタルや経営コンサルタントなどの運営するものもある。また、おもに大企業などでグループ企業内の新規事業立ち上げなどに特化した施設を設けているケースもある。入居者はあらかじめビジネスプランなどの審査を受けたり、入居後も運営者によって定期的な検査を受ける必要がある場合も多い。
インキュベーションオフィスも参照。

### サービスオフィス
レンタルオフィスのうち、ワークスペースや通信環境の提供だけにとどまらず、エントランスや会議室などの共用施設を設け、さらにテナントの希望によって受付や電話応対・秘書などの人的サービスまで提供する高付加価値型のビジネスモデルを、特に「サービスオフィス」と区別して呼称する場合がある。サービスオフィスそのものを固有名詞として使用している事業者もあるが、最近では運営母体に関わらず一般名詞として使用されるケースも少なくない。

### サービスマンション／サービスアパートメント
住居とオフィスを兼用できるスペックのレンタルオフィス。サービスグレードによって一ヶ月の賃料が20万から300万程度の開きがあることも珍しくない。

## 主な提供企業とサービスの特徴
レンタルオフィス業界では、国内外の企業がさまざまな形態のサービスを提供している。代表的な企業には、世界規模で事業展開を行うサーブコープ（Servcorp）やリージャス（Regus）、WeWorkなどがある。これらの企業は、都市部を中心に個室オフィス、共用スペース、受付対応、会議室の利用、ITインフラなど、ビジネスに必要な設備・サービスをワンストップで提供している。
特に、サーブコープ（Servcorp）は1978年にオーストラリアで設立され、現在では19か国以上、40都市以上に展開している国際的なレンタルオフィス事業者である。日本国内では東京、横浜、大阪、名古屋、福岡などの主要都市に拠点を持ち、バイリンガル対応の受付秘書サービスや、即日利用可能なオフィスソリューションなどを提供している。
また、近年ではクラウド型電話システムや高速インターネット、会計サポートなどの付加価値サービスも重視されており、単なる物理スペースの提供にとどまらない傾向がある。